# رؤوبين أبيرجل
رَؤوبين أبيرجل أو رؤوبين أبارجل (بالعبرية: ראובן אברג'ל وبالإنجليزية: Reuven Abergel). من مواليد 1943 بمدينة الرباط بالمغرب.
أحد مؤسسي وزعماء الفهود السوداء، جنبا إلى سعدية مارسيانو، وهي حركة معارضة للعنصرية تجاه اليهود المزراحيم أو السفراديم أي اليهود المنحذرين من دول عربية وإسلامية.
عُرف بعصاميته ونضاله من أجل حق عودة اللاجئين الفلسطينيين إلى أراضيهم المحتلة من طرف الدولة العبرية وكذا عودة اليهود الشرقيين إلى بلدانهم الأصلية.
له مواقف صلبة وجريئة ضد الصهيونية والانتهاكات التي تقوم بها الدولة الإسرائيلية ضد الشعب الفلسطيني.

## وصلات خارجية
- حوار مع رؤوبين أبيرجل بالعربية مع ترجمة نصية للإنجليزية على يوتيوب
- ستون عاما على دولة إسرائيل - بقلم: رؤوبين أبيرجل